# За оказанные услуги
«За оказанные услуги» (англ. For Services Rendered) — пьеса Сомерсета Моэма. Спектакль, впервые поставленный в Лондоне в 1932 году, рассказывает о влиянии Первой мировой войны на английскую семью.

## Сюжет
Действие происходит в конце лета 1932 года в Кенте. Семья Ардсли, с первого взгляда, очень хорошо справляется со своей жизнью после Первой мировой войны и Великой депрессии. В действительности, каждый из них борется за выживание. Леонард и Шарлотта Ардсли являются родителями Этель, Евы, Сидни и Лоис.
Этель замужем за бывшим офицером Говардом Бартлеттом, который после войны возвращается к своей работе фермера-арендатора. Его класс является источником разногласий между семьей Этель и её мужем. Ховард чрезмерно пьет и пытается соблазнить младшую сестру своей жены, Лоис. Хотя Этель разочарована, она находит утешение в своих детях. Её замужество опровергает ожидания, что война повысит социальную мобильность.
Сидней ослеп на войне; его основное занятие сейчас - сидеть на стуле и вязать. Именно Сидней прямо говорит о безумии войны и ее разрушительном воздействии на его поколение.
Ева не замужем и приближается к сорока годам, жертвуя собой ради брата Сидни. Колли Страттон, после долгой службы своей стране на флоте, инвестировал в авторемонтную мастерскую. Однако военно-морская карьера сделала его плохо подготовленным к ведению бизнеса, и это доказывает его гибель. Не понимая, что это будет незаконно, и думая, что это даст ему время для решения проблем с денежными потоками, Колли выписывает чеки кредиторам, несмотря на то, что знает, что его банк откажется обналичить их. Леонард Ардсли сообщает ему, что он нарушил закон, предстанет перед судом и окажется в тюрьме. Ева, влюбленная в Колли, предлагает отдать ему сэкономленные деньги, чтобы погасить его долги. Она просит обручиться с ней, чтобы он мог принять подарок. Колли отказывается. Столкнувшись с тюрьмой и позором, он стреляет в себя. Узнав о его самоубийстве, Ева возлагает ответственность на свою семью, потому что никто из них не предложил помощи или поддержки. Она делает вид, что была помолвлена с Колли. К концу пьесы Ева впадает в бредовое состояние, искренне полагая, что скоро уедет со своим женихом Колли.
Лоис в свои двадцать семь лет одинока и не надеется найти мужа в английской глуши, где живет семья. Однако она привлекает внимание женатого Уилфреда Сидара. Жена Уилфреда, Гвен, мучается его влечением к Лоис. Она видит Лоис в жемчужном ожерелье, и, несмотря на заверения Лоис, что жемчуг поддельный, она понимает, что её собственный муж подарил жемчуг Лоис. Опасения Гвен позже подтверждаются, когда, слушая телефон, она слышит, как Лоис соглашается сбежать с Уилфредом. Она противостоит Лоис в присутствии матери и сестры Лоис и умоляет Лоис отказаться от Уилфреда, обвиняя всю семью (которая защищает Лоис) в желании принести деньги Уилфреда в свою семью. Лоис решает придерживаться своего плана, несмотря на просьбы Гвен и скандал, который это вызовет, не потому, что она любит Уилфреда, а потому, что ей нравится власть, которую она имеет над Уилфредом, и то, как она может использовать его для достижения материальной безопасности и независимости от семьи.
Молодое поколение больше не может жить по плану старшего поколения, оно должно найти новый образ жизни. Англия меняется, разваливается и должна начаться заново. Врач Чарльз Прентис диагностировал у Шарлотты неназванное заболевание, вероятно, рак, которое требует операции и домашнего ухода, чтобы продлить её жизнь. Шарлотта отказывается от лечения, чтобы её семья не была обременена расходами, а также потому, что она чувствует чувство свободы и самообладания, решая свою судьбу сама. «Я чувствую облегчение от мысли, что всё кончено. Я не дома в этом мире сегодня. Я довоенная. Всё так изменилось сейчас. Для меня жизнь похожа на вечеринку, которая была очень приятной с самого начала, но со временем стала довольно шумной, и мне совсем не жалко идти домой».
Леонард, который не обращает внимания на истинное состояние кого-либо из членов своей семьи, заканчивает пьесу чашкой чая и беспечно оптимистичной речью о будущем: «Если подумать, то никому из нас особо не о чем беспокоиться. У нас есть наше здоровье, у нас есть наше счастье, и в последнее время дела шли не слишком хорошо, но я думаю, что мир поворачивает за угол, и мы все можем с нетерпением ждать лучших времен в будущем. С нашей старой Англией ещё не покончено, и я, например, верю в нее и во всё, за что она стоит». Ева в бреду поёт «Боже, храни короля», и занавес падает.

## Оригинальное производство
Первое представление состоялось 1 ноября 1932 года в лондонском Вест-Энде, в театре «Глобус» (позже переименованный в театр Гилгуда).
Режиссером был Барри Джексон. Показ спектакля в «Глобусе» закончился 17 декабря 1932 года, а со 2 января 1933 года он был переведен в Королевский театр.

## Возрождения
Одним из самых ранних возрождений этой пьесы были постановки в 1946 году в театре «Нью Линдси» в Лондоне, поставленные Питером Котсом. Телевизионная адаптация (от Granada Television, режиссер Генри Каплан) транслировалась в 1959 году. Более поздние возрождения этой пьесы включают выступления в театре Норткотта в 1974 году, выступления в Королевском национальном театре в Лондоне в 1979 году и выступления в театре Олд Вик в Лондоне в 1993 году. Постановка 1993 года, первоначально представленное в Театре Солсбери, было представлено Деборой Пейдж, а в актерский состав вошли Сильвия Симс и Джеффри Сигал. Более поздние постановки были выполнены в Театре Уотермилл в Беркшире в 2007 году, Театре Союза в 2011 году и Фестивальном театре Чичестера в 2015 году. Новый спектакль для лондонской сцены проходил в театре Джермин-Стрит с 6 сентября по 5 октября 2019 года.

## Критика
Антивоенное послание не пользовалось популярностью у публики, и было показано всего 78 спектаклей. Пьеса упоминается в контексте других пьес, вдохновленных Великой войной, в «Раненой сцене: драма и Первая мировая война», главе книги Мэри Лакхерст 2006 года и в «Британском театре между войнами, 1918–1939 гг.» (2000) Клайва Баркера. Баркер называет пьесу «шедевром фактурной драматургии», отмечая при этом, что это был «категорический провал». «За оказанные услуги» сравнивают с современными пьесами в «Современная британская драма: двадцатый век» (2002) Кристофера Д. Иннеса, где Иннес говорит, что пьеса была «противодействием «Кавалькаде» Ноэля Кауарда». «Пьеса особенно необычна, если оглянуться назад, поскольку уроки Первой мировой войны так чётко прописаны в жизнях персонажей, которые менее чем через десять лет снова окажутся на войне».